# Eupithecia simplex
Eupithecia simplex är en fjärilsart som beskrevs av Karl Dietze 1910. Eupithecia simplex ingår i släktet Eupithecia och familjen mätare. Inga underarter finns listade i Catalogue of Life.